# Élections fédérales canadiennes de 2019
Les élections fédérales canadiennes de 2019 ont lieu le 21 octobre 2019 afin d'élire les députés de la 43e législature de la Chambre des communes du Canada.
Après une campagne serrée entre le Parti libéral et le Parti conservateur au coude à coude dans les intentions de vote, les résultats étaient jugés incertains. Finalement, le Parti libéral du premier ministre Justin Trudeau arrive deuxième en nombre de voix et premier en nombre de sièges mais perd sa majorité absolue. Malgré son arrivée en tête des suffrages, le Parti conservateur n'obtient qu'une vingtaine de sièges supplémentaires et demeure le parti d'opposition officielle. Le Bloc québécois triple son nombre de sièges par rapport aux dernières élections, devançant ainsi le Nouveau Parti démocratique, qui perd une vingtaine de sièges. Les Verts d'Elizabeth May observent une légère progression, obtenant trois sièges. Maxime Bernier, chef du récemment fondé Parti populaire du Canada, est battu dans sa circonscription de Beauce.
Justin Trudeau demeure premier ministre à la tête d'un gouvernement minoritaire dépendant du soutien du Bloc québécois ou du NPD, en position de balance du pouvoir.
Les élections mènent notamment à une course à la chefferie interne, en 2020, au Parti conservateur et au Parti vert.

## Contexte

### Élections fédérales canadiennes de 2015
Lors du scrutin précédent, le Parti libéral de Justin Trudeau avait remporté 184 sièges à la Chambre des communes, lui conférant ainsi une majorité. Le Parti conservateur de Stephen Harper, au pouvoir depuis 2006, a formé l'opposition officielle avec 99 sièges. Le Nouveau Parti démocratique, avec son chef Thomas Mulcair, n'a pas réussi à s'imposer durant la campagne face à la popularité montante des libéraux de Trudeau. Le Bloc québécois, étant avantagé par la baisse du Nouveau Parti démocratique au Québec, parvint à faire élire 10 députés, un nombre toutefois insuffisant pour obtenir le statut de parti reconnu à la Chambre des communes. Le Parti vert fit réélire sa cheffe Elizabeth May dans Saanich—Gulf Islands.

#### Élections fédérales partielles (2016-2018)

Résultats par circonscription des élections fédérales partielles tenues pendant la durée de la 42e législature.

## Mode de scrutin
La Chambre des communes est la chambre basse du parlement bicaméral du Canada. Elle est composée de 338 sièges pourvus pour un mandat de quatre ans au scrutin uninominal majoritaire à un tour dans autant de circonscriptions électorales. Le nombre total de députés est régulièrement révisé après chaque recensement décennal. Le dernier ayant eu lieu en 2011, la composition de la Chambre des communes devrait rester inchangée par rapport au scrutin de 2015.

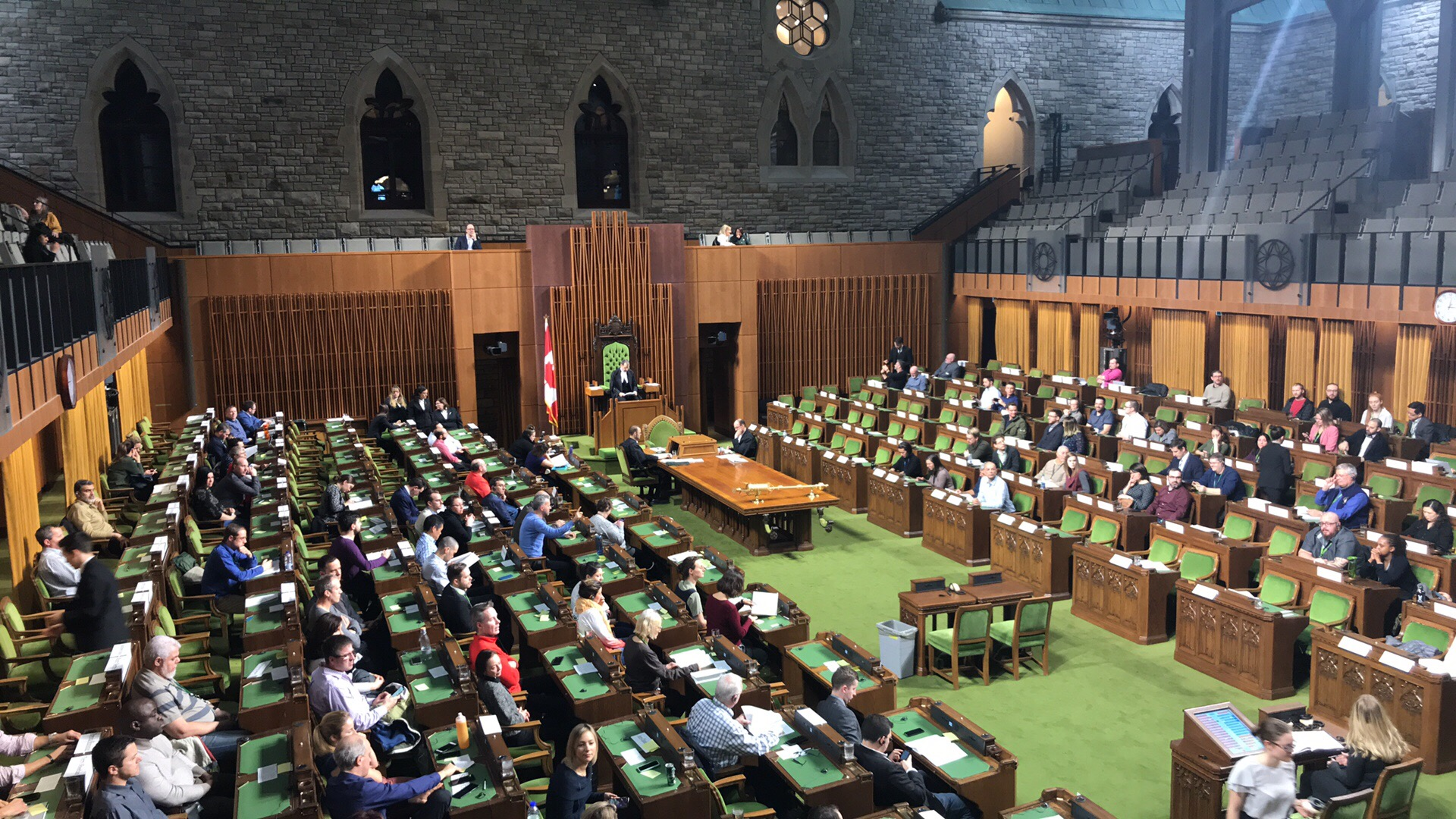
La Chambre des communes en 2019.

La répartition est faite en fonction de la population, tout en prenant compte la délimitation des dix provinces. Chaque province est ainsi dotée d'un nombre de députés au minimum égal à celui de ses sénateurs — clause sénatoriale — d'au moins autant de députés qu'en 1985 — clause des droits acquis — et d'un nombre de sièges proportionnel à sa part de la population du Canada — règle de représentation. Ces différentes clauses sont à l'origine d'une surreprésentation des provinces faiblement peuplées où ayant connu un déclin de leur population. Les trois territoires n'ont, quant à eux, droit qu'à un minimum d'un seul siège chacun.

### Date
En accord avec la Loi électorale du Canada, les élections ont lieu le troisième lundi d'octobre de la quatrième année suivant les précédentes élections, soit ici le 21 octobre 2019. Les élections peuvent cependant avoir lieu de manière anticipée sur demande du premier ministre. La campagne est officiellement lancée le 11 septembre, jour où le premier ministre Justin Trudeau se rend chez la gouverneure générale pour demander la dissolution du Parlement.

## Forces en présence
| Partis | Partis                           | Idéologie                                                                                     | Chef de file           | Résultats en 2015            | Sièges à la dissolution |
| ------ | -------------------------------- | --------------------------------------------------------------------------------------------- | ---------------------- | ---------------------------- | ----------------------- |
|        | Parti libéral (PLC)              | Centre à centre gauche Libéralisme canadien, social-libéralisme, progressisme, troisième voie | Justin Trudeau         | 39,47 % des voix 184 députés | 177                     |
|        | Parti conservateur (PCC)         | Centre droit Libéral-conservatisme, libéralisme, libertarianisme, Blue Toryism                | Andrew Scheer          | 31,89 % des voix 99 députés  | 95                      |
|        | Nouveau Parti démocratique (NPD) | Centre gauche à gauche Social-démocratie, socialisme démocratique, progressisme, féminisme    | Jagmeet Singh          | 19,71 % des voix 44 députés  | 39                      |
|        | Bloc québécois (BQ)              | Centre gauche Nationalisme québécois, indépendantisme, social-démocratie                      | Yves-François Blanchet | 4,66 % des voix 10 députés   | 10                      |
|        | Parti vert                       | Centre à centre gauche Écologisme, progressisme                                               | Elizabeth May          | 3,45 % des voix 1 député     | 2                       |
|        | Parti populaire du Canada (PPC)  | Droite Libéralisme, conservatisme, populisme, libertarianisme                                 | Maxime Bernier         | N'existait pas en 2015       | 1                       |

## Campagne
La campagne est jugée serrée entre libéraux et conservateurs.

### Thèmes

#### Laïcité et multiculturalisme
L'ensemble des partis politiques fédéralistes ont dénoncé, à des degrés divers, la loi québécoise sur la laïcité adoptée le 16 juin 2019. Celle ci est la première à disposer que « L’État du Québec est laïque » (article 1). Elle interdit le port de signes religieux aux employés de l'État en position d'autorité, ainsi qu'aux enseignants du réseau scolaire public, tout en n'étant pas rétroactive envers les individus qui en portaient déjà avant la promulgation de la loi. Le ministre fédéral de la Justice, David Lametti, annonce le lendemain de l'adoption sur projet de loi par l'Assemblée nationale qu'il n'excluait pas de se joindre à des groupes afin de contester la loi devant les tribunaux. Lors du déclenchement des élections, le premier ministre sortant et chef du Parti libéral, Justin Trudeau a déclaré qu'il ne comptait pas contester la loi devant la cour, pour l'instant. Selon le chef du Bloc québécois Yves-François Blanchet, le chef du Parti libéral du Canada s'attaque à une « compétence exclusive du Québec¤ ». Pour le chef de la Coalition avenir Québec François Legault, Justin Trudeau va à l'encontre de la volonté populaire.
Le chef du Bloc québécois, Yves-François Blanchet se pose en défenseur des droits de l'Assemblée nationale et du gouvernement du Québec dans ce dossier. Il considère que seule l'Assemblée nationale du Québec peut se prononcer sur ce dossier et que les députés québécois ne doivent pas se faire donner la leçon par le Canada anglais sur ce dossier.
La cheffe du Parti vert, Elizabeth May déclare lors du débat du 12 septembre sur CityTV, qu'en tant que première ministre, elle ne contesterait pas la loi québécoise sur la laïcité, malgré son opposition face à la loi. Toutefois, elle voudrait offrir un emploi à la GRC à tout policier arborant des signes religieux qui se ferait refuser un poste au sein des forces policières québécoise, en raison de la loi 21

#### Nationalisme québécois
Lors des élections fédérales de 2011 et de 2015, le Bloc québécois n'eut pas le même succès que lors des scrutins des années 1990 et 2000, époque où le parti souverainiste pouvait compter jusqu'à 50 députés à la Chambre des communes. Ayant connu de nombreux chefs depuis la déroute de 2011, le Bloc québécois espère faire des gains grâce au nouveau leadership d'Yves-François Blanchet et grâce à la victoire de la Coalition avenir Québec lors des élections québécoises de 2018 et à sa plateforme résolument nationaliste.
Lors du lancement de la campagne conservatrice à Trois-Rivières au Québec, le chef du parti, Andrew Scheer, mentionne que les Québécois peuvent compter sur lui et sur le Parti conservateur afin d'être un allié pour le Québec. Andrew Scheer rappelle que le gouvernement conservateur dirigé par Stephen Harper a reconnu la nation québécoise et a permis au Québec d'obtenir un siège à l'UNESCO.

### Débats

#### Débat de la commission des débats des chefs
Pour la première fois, deux débats, un en anglais et un en français, sont organisés par la commission des débats des chefs. Les chefs ont été choisis selon certains critères. Il était nécessaire que le parti soit représenté à la Chambre des communes par un député élu de ce parti. Il fallait également que le parti aie l'intention de présenter des candidats, dans au moins 90 % des circonscriptions. Ainsi, Andrew Scheer du Parti conservateur, Elizabeth May du Parti vert, Justin Trudeau des libéraux et Yves-François Blanchet du Bloc québécois participeront aux débats de la commissions. Le débat anglophone a lieu le lundi 7 octobre et celui en français a le 10 octobre. Les deux débats sont diffusés à partir du Musée canadien de l'histoire.
Maxime Bernier, chef du Parti populaire du Canada n'est initialement pas invité par la commission, mais il participe finalement à la suite d'une décision de la commission.
Le débat anglophone est présenté par :
- Susan Delacourt, chef du bureau du Toronto Star à Ottawa
- Dawna Friesen, chefs d'antenne de Global News
- Alita Raj, chef du bureau du Huffington Post Canada à Ottawa
- Lisa LaFlamme, cheffe d'antenne de CTV News
- Rosemary Barton, correspondante en chef à Ottawa et présentatrice de The National sur CBC News

Le débat francophone est présenté par :
- Patrice Roy, chef d'antenne d'ICI Radio-Canada Télé
- Alec Castonguay, chef du bureau politique à L'Actualité
- Patricia Cloutier, journaliste à l'Assemblée nationale pour Le Soleil
- Hélène Buzzetti, correspondante parlementaire à Ottawa pour Le Devoir
- François Cardinal, éditorialiste en chef à La Presse

#### Débat de CityTv
Le magazine Maclean's et le réseau CityTv sont alliés afin de présenter un débat, présenté par Paul Wells, le jeudi 12 septembre 2019 à Toronto. Les chefs du Parti conservateur Andrew Scheer, du Parti vert Elizabeth May et du NPD Jagmeet Singh participeront au débat. Le chef du Parti libéral, Justin Trudeau, a annoncé qu'il ne participerait pas au débat.

#### Débat de Munk
La fondation Munk Debates souhaite organiser, comme pour la dernière élection, un débat portant sur les affaires étrangères. Andrew Scheer, Elizabeth May et Jagmeet Singh ont annoncé vouloir participer au débat. Toutefois, comme pour le débat de CityTv, le premier ministre sortant déclare ne pas vouloir participer au débat de Munk. La fondation songe à annuler le débat si le chef libéral, Justin Trudeau ne participe pas.

#### Débat de TVA
Comme depuis l'élection québécoise de 2012, TVA ne souhaite plus s'associer aux autres diffuseurs pour l'organisation de débats en période électorale. Ainsi, TVA diffuse son Face à Face 2019. Le débat a lieu le 2 octobre et est animé par le chef d'antenne de TVA, Pierre Bruneau. Andrew Scheer, Justin Trudeau, Yves-François Blanchet et Jagmeet Singh sont invités par le réseau de télévision. Toutefois, Elizabeth May du Parti vert n'est pas invitée. Une pétition en ligne est lancée demandant à TVA de l'inviter au débat en vain.

#### Débat de Radio-Canada en français «Le match des candidats»
Dans ce débats, les participants débattent d'enjeux québécois avec des candidats québécois. Le Parti conservateur envoie leur lieutenant du Québec Alain Rayes, auparavant actif au niveau provincial pour l'Action démocratique du Québec et la Coalition avenir Québec et maire de Victoriaville de 2009 à 2015. Le Parti libéral envoie le ministre du Patrimoine canadien Pablo Rodriguez, alors que le Bloc québécois envoie la candidate Christine Normandin, attachée au Parti québécois plus tôt dans sa carrière politique et le NPD Alexandre Boulerice, leur chef adjoint. Ce débat est animé par Julie Drolet.

### Slogans
|                              | Slogan (français)                                   | Slogan (anglais̠)                          |
| ---------------------------- | --------------------------------------------------- | ----------------------------------------- |
| Parti libéral du Canada      | « Choisir d'avancer ».                              | « Choose forward ».                       |
| Parti conservateur du Canada | « Plus. Pour vous. Dès maintenant. »                | « It's time for you to get ahead »        |
| Bloc québécois               | « Le Québec, c'est nous »                           | NC                                        |
| Nouveau Parti démocratique   | « On se bat pour vous. »                            | « In it for you. »                        |
| Parti vert du Canada         | « Ni à droite ni à gauche. Vers l'avant ensemble. » | « Not left not right. Forward Together. » |
| Parti populaire du Canada    | « Fort et libre. »                                  | « Strong and free. »                      |

### Controverses

#### Parti libéral

##### Affaire SNC-Lavalin
En février 2019, la ministre de la Justice, Jody Wilson-Raybould, démissionne, accusant le premier ministre Justin Trudeau et des membres de son entourage d'exercer des pressions contre elle pour la forcer à intervenir en faveur de SNC-Lavalin, accusée de corruption pour avoir versé 48 millions de dollars canadiens de pots-de-vin à des responsables libyens en échange d’importants contrats dans le pays. Elle évoque notamment des « menaces voilées » pour qu’elle intervienne auprès du bureau des procureurs. Cette affaire pousse la police fédérale à enquêter sur une possible entrave à la justice. Gerald Butts, principal conseiller du premier ministre, démissionne dans la foulée, de même que la ministre du Budget Jane Philpott, qui explique ne plus avoir confiance en Trudeau.
Jody Wilson-Raybould et Jane Philpott sont par la suite exclues du caucus libéral.

##### Autres controverses
Justin Trudeau fait l'objet d'une controverse dès 2017 en passant ses vacances sur l’île privée du richissime philanthrope Aga Khan. C'est alors la première fois qu'un premier ministre canadien enfreint la loi sur les conflits d’intérêts.
L'ex-imam Hassan Guillet et candidat dans Saint-Léonard—Saint-Michel au Québec s'est vu retirer son investiture à la suite de la divulgation de propos antisémites.
Réjean Hébert, ancien ministre de la Santé du gouvernement péquiste de Pauline Marois (2012-2014) se dit intéressé par l'investiture libérale dans Sherbrooke. Il porte ensuite son choix sur la circonscription de Longueuil—Saint-Hubert en banlieue montréalaise. Ce changement abrupte d'allégeance est vu par plusieurs souverainistes comme étant hautement inexplicable et suspecte.
Le parti a demandé au groupe The Strumbellas d'utiliser leur chanson « One Hand Up » comme chanson thème de leur campagne. Il leur fut également demandé d'en faire une traduction et de la chanter en français. Cette dernière version fut immédiatement la cible de critiques et de moqueries dans les médias sociaux pour la mauvaise qualité de son français. Il est allégué, mais pas démontré, que le groupe a traduit la version anglaise originale en français en utilisant un service de traduction automatique en ligne (exemple du texte incompréhensible : « Enlève une main haute/ Pour tout main/Enlève une main haute/ Osé toi/ On peut être avenir aujourd'hui/ Si tu restes avec moi »).
Le magazine Time publie une photo de Justin Trudeau maquillé en brun et déguisé en arabe lors d'une soirée thématique de fin d'année en 2001 dans une école privée en Colombie-Britannique où il enseignait. Il présente publiquement ses excuses et reconnaît en plus s'être maquillé ainsi lorsqu'il était étudiant au secondaire. Le lendemain, une vidéo a été révélée par Global News le montrant maquillé en noir alors qu'il était plus jeune.
Jaime Battiste, candidat libéral en Nouvelle-Écosse, a tenu des propos sexistes, homophobes et racistes à plusieurs reprises sur les réseaux sociaux. Il s'est excusé début octobre pour cela,,.

#### Parti conservateur
Harzadan Khattra, candidat dans Dufferin—Caledon, Ontario, se voit retirer son investiture par le Parti conservateur du Canada à la suite d'un manque d'information vérifiable.
Salim Mansur, candidat dans London-Centre-Nord se voit retirer l'investiture par le PCC, car, bien qu'il soit lui-même musulman, il exprime des opinions trop critiques envers l'Islam.
L'ancienne olympienne Sylvie Fréchette, candidate du PCC dans Rivière-du-Nord affirme, le 26 août sur les ondes d'ICI Première à Montréal, que le parti ne rouvrira pas le dossier de l'avortement, après en avoir été assurée par le lieutenant du PCC pour le Québec, Alain Rayes. Il s'ensuit une confusion dans les rangs conservateurs. Andrew Scheer doit désavouer son lieutenant et dicte qu'un gouvernement dirigé par lui-même ne déposerait pas de projet de loi en ce sens, mais n'empêcherait pas ses députés de déposer des projets de loi privés.
Le 10 octobre 2019, la Société Radio-Canada dépose une requête à la Cour suprême du Canada contre le parti pour avoir utilisé des images de la société d'État sans son autorisation pour des fins publicitaires. Dans la publicité en question, on peut y voir les journalistes Rosemary Barton et John Paul Tasker donc la société juge que cela s'attaque à l'intégrité et l'indépendance professionnelle de son journalisme.
Le 19 octobre 2019, la Société Radio-Canada a obtenu des documents révélant que Daisy Group, une entreprise de communication ontarienne, avait été engagé par le parti conservateur pour créer une campagne sur les médias sociaux afin de déstabiliser le Parti populaire du Canada et garder son chef (Maxime Bernier) à l’écart des débats des chefs fédéraux en français et en anglais.

#### Nouveau Parti démocratique
Le député sortant de Longueuil—Saint-Hubert, Pierre Nantel, annonce le 16 août qu'il portera les couleurs du Parti vert du Canada dans sa circonscription. Le NPD lui retire sa nomination, lui qui était député depuis 2011.
Le 11 septembre 2019, le candidat dans LaSalle—Émard—Verdun, Olivier Mathieu est visé par des allégations de violence conjugale par son ex-conjointe ; il annonce le retrait de sa candidature le jour même sur Facebook.

#### Bloc québécois
Candidat dans Ahuntsic-Cartierville, André Parizeau, ex-chef du Parti communiste du Québec, doit désavouer son ancien parti afin de conserver la nomination du Bloc québécois dans cette circonscription du nord de Montréal.
Plusieurs candidats du Bloc québécois ont, avant le début des élections, partagé des vidéos et messages qualifiés d'islamophobe par le Centre de prévention de la radicalisation menant à la violence :
- La candidate dans Saint-Maurice—Champlain, Nicole Morin, a partagé une vidéo du groupe d'extrême droite identitaire La Meute en 2017.
- La candidate dans Beauport—Côte-de-Beaupré—Île d'Orléans—Charlevoix, Caroline Desbiens, a écrit en 2013 que la loi sur la laïcité servait à « éviter le pore [pire]... Soit que dans quelques années, vos filles, petites filles et arrière petites filles soient obligées de se mettre un voile sur la tête pour aller faire des courses chez IGA sous peine de se voir jeter en prison ». Elle a aussi partagé des messages en appui à la femme politique française d'extrême droite Marine Le Pen[67].
- La candidate dans Marc-Aurèle-Fortin, Lizabel Nitoi, a en 2016 partagé un article du militant néonazi Boris Le Lay affirmant que la consanguinité massive chez les communautés musulmanes auraient eu comme conséquence dévastatrice une capacité mentale diminuée dans la communauté. »
- La candidate dans Chicoutimi—Le Fjord, Valérie Tremblay, a écrit des dizaines de tweets critiquant l'islam, qualifiant ce-dernier de « forme d'asservissement de la femme.
- Le candidat dans Sherbrooke, Claude Forgues a partagé en avril 2019 une vidéo qualifiant l'islam de maladie et affirmant que cette religion ne mérite pas le respect[68].

À la suite de la découverte de ces anciennes communications par différents journalistes, la totalité des cinq candidats bloquistes ont retiré lesdits messages et se sont excusés publiquement. Le chef bloquiste Yves-François Blanchet s'est lui aussi excusé au nom des candidats.

#### Parti vert
À la suite de la controverse au Parti conservateur concernant la position de ce parti sur l'avortement, Elizabeth May affirme qu'elle ne pourrait interdire à ses députés de voter pour restreindre le droit à l'avortement au Canada. Le Parti libéral, le NPD et le Bloc québécois dénoncent les propos de la cheffe du Parti vert.
Le candidat du PVC dans Longueuil—Saint-Hubert et transfuge du NPD, Pierre Nantel affirme en entrevue sur QUB radio, être souverainiste et souhaite que le Québec organise au plus vite un référendum visant l'indépendance du Québec. Bien que rabroué par Elizabeth May, Pierre Nantel reste candidat du PVC. « Nous n’avons pas de problème avec sa position» a déclaré Mme Elizabeth May à La Presse canadienne.
Quatre candidats du Parti vert, Greg De Luca (Brossard—Saint-Lambert), Katherine Turgeon (Shefford), Jocelyn Rioux (Rimouski-Neigette—Témiscouata—Les Basques) et Aline Bégin (Abitibi—Témiscamingue), ont tenu des propos anti-islam,.

### Cartogramme

Cartogramme des résultats

## Résultats

### Fédéraux

Répartition des sièges de la Chambre des communes.

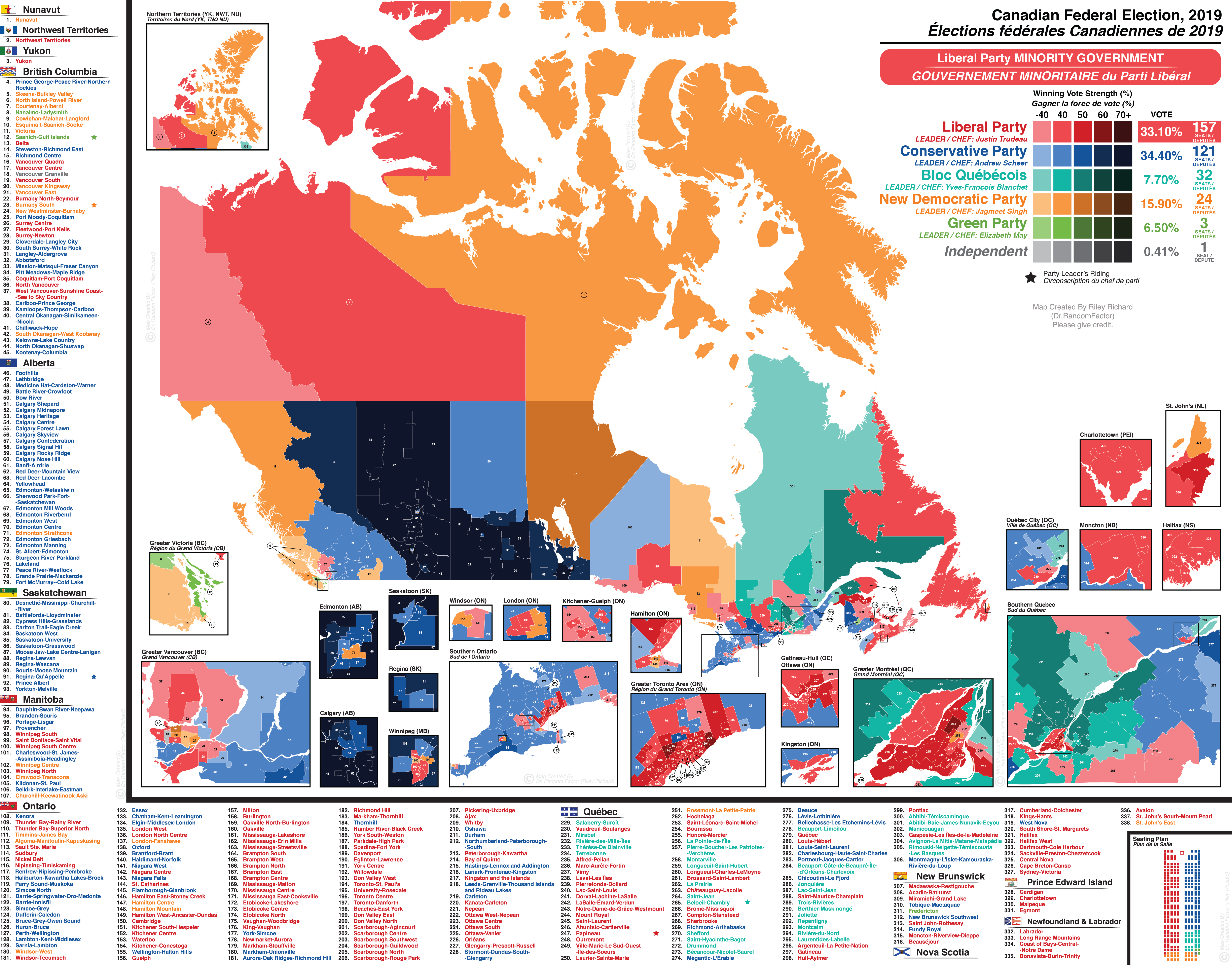
Carte des résultats détaillés par circonscription.

|                           |                                 |            |       |               |        |               |  |  |  |
| Partis                    | Partis                          | Voix       | %     | +/-           | Sièges | +/-           |  |  |  |
|                           | Parti conservateur              | 6 239 227  | 34,34 | 2,57          | 121    | 22            |  |  |  |
|                           | Parti libéral                   | 6 018 728  | 33,12 | 6,35          | 157    | 27            |  |  |  |
|                           | Nouveau Parti démocratique      | 2 903 722  | 15,98 | 3,75          | 24     | 20            |  |  |  |
|                           | Bloc québécois                  | 1 387 030  | 7,63  | 2,96          | 32     | 22            |  |  |  |
|                           | Parti vert                      | 1 189 607  | 6,55  | 3,12          | 3      | 2             |  |  |  |
|                           | Parti populaire                 | 294 092    | 1,62  | Nv            | 0      | en stagnation |  |  |  |
|                           | Parti de l'héritage chrétien    | 18 901     | 0,10  | 0,01          | 0      | en stagnation |  |  |  |
|                           | Parti rhinocéros                | 9 538      | 0,05  | 0,01          | 0      | en stagnation |  |  |  |
|                           | Libertarien                     | 8 367      | 0,05  | 0,16          | 0      | en stagnation |  |  |  |
|                           | Coalition des vétérans          | 6 300      | 0,03  | Nv            | 0      | en stagnation |  |  |  |
|                           | Protection des animaux          | 4 408      | 0,02  | 0,01          | 0      | en stagnation |  |  |  |
|                           | Marxiste-léniniste              | 4 124      | 0,02  | 0.03          | 0      | en stagnation |  |  |  |
|                           | Communiste                      | 3 905      | 0,02  | en stagnation | 0      | en stagnation |  |  |  |
|                           | Pour l'indépendance du Québec   | 3 815      | 0,02  | Nv            | 0      | en stagnation |  |  |  |
|                           | Progressiste                    | 1 534      | 0,01  | 0,02          | 0      | en stagnation |  |  |  |
|                           | Marijuana                       | 920        | 0,01  | 0,01          | 0      | en stagnation |  |  |  |
|                           | Quatrième front                 | 682        | 0,00  | Nv            | 0      | en stagnation |  |  |  |
|                           | Parti uni                       | 602        | 0,00  | Nv            | 0      | en stagnation |  |  |  |
|                           | Alliance nationale des citoyens | 510        | 0,00  | Nv            | 0      | en stagnation |  |  |  |
|                           | Stop Climate Change             | 296        | 0,00  | Nv            | 0      | en stagnation |  |  |  |
|                           | Parti nationaliste canadien     | 281        | 0,00  | Nv            | 0      | en stagnation |  |  |  |
|                           | Indépendants                    | 75 625     | 0,42  | 0,14          | 1      | 1             |  |  |  |
|                           |                                 |            |       |               |        |               |  |  |  |
| Suffrages exprimés        | Suffrages exprimés              | 18 170 880 | 99,02 |               |        |               |  |  |  |
| Votes blancs et invalides | Votes blancs et invalides       | 179 479    | 0,98  |               |        |               |  |  |  |
| Total                     | Total                           | 18 350 359 | 100   | -             | 338    | en stagnation |  |  |  |
| Abstentions               | Abstentions                     | 8 842 699  | 32,97 |               |        |               |  |  |  |
| Inscrits / participation  | Inscrits / participation        | 27 373 058 | 67,03 |               |        |               |  |  |  |

### Par province
|       | Libéral                       | Sièges | 11     | 0      | 0      | 4      | 79     | 35     | 6      | 10     | 4      | 6      | 1      | 1      | 0      | 157 |  |  |  |  |  |  |  |  |
| Voix  | Libéral                       | 26,2 % | 13,7 % | 11,6 % | 26,3 % | 41,5 % | 34,2 % | 37,6 % | 41,3 % | 43,6 % | 44,7 % | 33,4 % | 40,0 % | 31,0 % | 33,1 % |     |  |  |  |  |  |  |  |  |
|       | Conservateur                  | Sièges | 17     | 33     | 14     | 7      | 36     | 10     | 3      | 1      | 0      | 0      | 0      | 0      | 0      | 121 |  |  |  |  |  |  |  |  |
| Voix  | Conservateur                  | 34,1 % | 69,2 % | 64,3 % | 45,4 % | 33,2 % | 16,0 % | 32,8 % | 25,7 % | 27,4 % | 28,0 % | 33,1 % | 25,8 % | 25,8 % | 34,4 % |     |  |  |  |  |  |  |  |  |
|       | NPD                           | Sièges | 11     | 1      | 0      | 3      | 6      | 1      | 0      | 0      | 0      | 1      | 0      | 0      | 1      | 24  |  |  |  |  |  |  |  |  |
| Voix  | NPD                           | 26,2 % | 11,5 % | 19,5 % | 20,7 % | 16,8 % | 10,7 % | 9,4 %  | 18,9 % | 7,6 %  | 23,9 % | 21,8 % | 21,8 % | 41,2 % | 15,9 % |     |  |  |  |  |  |  |  |  |
|       | Bloc québécois                | Sièges |        |        |        |        |        | 32     |        |        |        |        |        |        |        | 32  |  |  |  |  |  |  |  |  |
| Voix  | Bloc québécois                | 32,5 % | 7,7 %  |        |        |        |        |        |        |        |        |        |        |        |        |     |  |  |  |  |  |  |  |  |
|       | Vert                          | Sièges | 2      | 0      | 0      | 0      | 0      | 0      | 1      | 0      | 0      | 0      | 0      | 0      | 0      | 3   |  |  |  |  |  |  |  |  |
| Voix  | Vert                          | 12,4 % | 2,8 %  | 1,2 %  | 5,1 %  | 6,2 %  | 4,4 %  | 17,0 % | 11,0 % | 20,8 % | 3,1 %  | 10,3 % | 10,6 % | 2,1 %  | 6,5 %  |     |  |  |  |  |  |  |  |  |
|       | Parti populaire               | Sièges | 0      | 0      | 0      | 0      | 0      | 0      | 0      | 0      | 0      | 0      | 0      | 0      | 0      | 0   |  |  |  |  |  |  |  |  |
| Voix  | Parti populaire               | 1,7 %  | 2,2 %  | 1,8 %  | 1,7 %  | 1,6 %  | 1,5 %  | 2,1 %  | 1,2 %  | 0,0 %  | 0,1 %  | 1,4 %  | 1,8 %  | 0,0 %  | 1,6 %  |     |  |  |  |  |  |  |  |  |
|       | Autres partis et indépendants | Sièges | 1      | 0      | 0      | 0      | 0      | 0      | 0      | 0      | 0      | 0      | 0      | 0      | 0      | 1   |  |  |  |  |  |  |  |  |
| Voix  | Autres partis et indépendants | 1,1 %  | 0,4 %  | 0,2 %  | 0,7 %  | 0,6 %  | 0,5 %  | 1,0 %  | 1,7 %  | 0,5 %  | 0,3 %  | 0,0 %  | 0,0 %  | 0,0 %  | 0,8 %  |     |  |  |  |  |  |  |  |  |
|       |                               |        |        |        |        |        |        |        |        |        |        |        |        |        |        |     |  |  |  |  |  |  |  |  |
| Total | Total                         | Total  | 42     | 34     | 14     | 14     | 121    | 78     | 10     | 11     | 4      | 7      | 1      | 1      | 1      | 338 |  |  |  |  |  |  |  |  |

### Détaillés par province
- Alberta
- Colombie-Britannique
- Manitoba
- Île-du-Prince-Édouard
- Nouveau-Brunswick
- Nouvelle-Écosse
- Ontario
- Québec
- Saskatchewan
- Terre-Neuve-et-Labrador
- Territoires